# 五十公野信宗
五十公野 信宗（いじみの しんしゅう）は、戦国時代から安土桃山時代にかけての武将。越後国蒲原郡五十公野城城主。

## 生涯
元は長沢勘五郎という名で越中国湯山城代・長沢光国の小姓だったが、永禄12年（1569年）に光国が上杉謙信に降った際に、謙信に召し出され長沢道如斎と名乗った。
天正5年（1577年）11月頃、越後三条の町奉行を任され、三条道如斎信宗と改名した。後に五十公野治長（後の新発田重家）の妹を妻とし、謙信死後の御館の乱では上杉景勝に従い、義兄・治長と共に加地秀綱の加地城や神余親綱の三条城を攻略する。
天正8年（1580年）、新発田長敦が急死し、治長が新発田重家と称し新発田氏を継ぐと、代わりに五十公野氏を継いで五十公野道如斎信宗と名乗った。
天正9年（1581年）、義兄・重家が恩賞への不満から上杉景勝に反旗を翻すと重家に従う。
天正14年（1586年）10月3日三条道如斎義風書状、同年10月6日三条道如斎義風・新発田重家連署状において発給文書を認める。名を信宗から義風に改めていることがわかる。
天正15年（1587年）、藤田信吉率いる景勝勢に五十公野城を囲まれ、籠城中に家老の河瀬次太夫や近習の渋谷氏などが信吉に調略されて寝返るなどしたため、10月13日に落城、信宗も討ち死にを遂げた。また、地元の伝承では、五十公野城麓にある安楽寺で自害したと伝えられており、安楽寺には、伝道如斎妻所有の兜、具足が現存している。道如斎の子である義宗、義守は、家老である神田帯刀に守られ落ち延び、義守は神田帯刀に恩義を感じ、以降子孫は神田姓を称した。